# 裴駿
裴 駿（はい しゅん、生年不詳 - 468年）は、北魏の人物。字は神駒。小名は皮。本貫は河東郡聞喜県。

## 経歴
裴双碩の子として生まれた。幼いころから聡明で、親族は珍しく思ってかれを「神駒」と呼んだため、このために字とした。弱冠にして経書や史書に通じ、文章を好み、礼節を備えていたので、郷里や一族に敬愛された。
445年（太平真君6年）、蓋呉の乱が関中で起こり、薛永宗が呼応して蜂起すると、聞喜県にも来襲した。聞喜県には軍備がなく、人心も混乱して、県令もなすすべがなかった。裴駿は家でこのことを聞くと、郷里の豪傑を集めて数百騎を編成してかけつけ、県を救援した。刺史に顕彰されて、北魏の朝廷にも報告された。太武帝が蓋呉に対して親征しようと、裴駿を召し出して意見を聞くと、かれの意見は時宜にかなっていたため、太武帝は喜んで中書侍郎に任じた。460年（和平元年）、南朝宋が明僧暠を使者として北魏に派遣してくると、裴駿は学才をみこまれて、仮の給事中・散騎常侍となり、使者の応接にあたった。468年（皇興2年）、死去した。平南将軍・秦州刺史・聞喜侯の位を追贈された。諡は康といった。

## 子女
- 裴修（442年 - 492年、字は元寄、張掖子都大将、中部令、中大夫・祠部曹事）
- 裴務（字は陽仁、秀才に挙げられ、州に主簿として召されたが、早逝した）
- 裴宣

## 伝記資料
- 『魏書』巻45 列伝第33
- 『北史』巻38 列伝第26